# Kusatsu (Shiga)
Pour les articles homonymes, voir Kusatsu.
Kusatsu (草津市, Kusatsu-shi) est une ville située dans la préfecture de Shiga, au Japon.

## Géographie

### Démographie
Lors du recensement national de 2020, la population de Kusatsu était estimée à 143 913 habitants, répartis sur une superficie de 67,92 km2. C'est le plus grand nombre d'habitants jamais enregistrés dans la ville de Kusatsu.

## Histoire
La ville moderne de Kusatsu a été fondée le 15 octobre 1954.

## Transport
Kusatsu est desservie par les lignes Kusatsu et Biwako de la compagnie JR West aux gares de Kusatsu et Minami-Kusatsu.

## Culture locale et patrimoine
La ville de Kusatsu est la 52e station (Kusatsu-juku) du Tōkaidō et la 53e estampe de la série de Hiroshige.

## Jumelages
- Pontiac (États-Unis)
- District de Xuhui (Chine)